# Josef Macůrek
Josef Macůrek (n. 31 martie 1901, Chomýž⁠(d), Moravia de Sud⁠(d), Cehia – d. 20 aprilie 1992, Brno, Cehoslovacia) a fost un istoric ceh, profesor la Facultatea de Filosofie⁠(d) a Universității Masaryk din Brno și promotor al culturii române în Cehoslovacia.
S-a specializat în istoria modernă timpurie a Europei Centrale și de Est, fiind interesat îndeosebi de istoria Poloniei, Ungariei și României. A fost ales la 26 noiembrie 1965 membru corespondent al Academiei Cehoslovace de Științe, secția Istorie.

## Biografie

### Formarea profesională
S-a născut la 31 martie 1901 în satul Chomýž⁠(d) din Austro-Ungaria (azi în districtul Kroměříž din regiunea Zlín a Cehiei), ca al treilea copil al familiei Macůrek. A absolvit studiile secundare la Liceul Arhiepiscopal⁠(d) din Kroměříž, pe care le urmase anterior și consăteanul František Dvorník (1893–1975), viitor istoric și bizantinolog. Macůrek a urmat apoi cursurile de istorie de la Facultatea de Filosofie⁠(d) a Universității Caroline din Praga (1921–1925), sub îndrumarea profesorului Jaroslav Bidlo⁠(d). În perioada studiilor a avut și alți profesori remarcabili: istoricii Josef Pekař, Václav Novotný și Josef Šusta și arheologul Lubor Niederle. Profesorul Bidlo, care preda cursul de istoria popoarelor din Europa de Est, a evidențiat existența unor relații cehoslovaco-române în Evul Mediu și i-a stârnit interesul pentru studierea istoriei românilor. În consecință, Macůrek a frecventat cursurile de limba română ținute la Praga de profesorul George Staca, după care a urmat un an de studii la Universitatea din București (România), ca bursier al guvernului cehoslovac, în perioada 1923–1924 sau, după altă sursă, 1924–1925, ocazie cu care a cercetat influența husită în România, i-a cunoscut pe istoricii români Nicolae Iorga, Petre P. Panaitescu și Constantin C. Giurescu și, după cum mărturisea Lucian Boia, a ajuns să vorbească limba română „aproape fără greșeală”. A fost coleg de studii în această perioadă cu viitorul profesor Virgiliu P. Arbore.
Josef Macůrek a obținut titlul de doctor⁠(d) în istorie (PhDr.) în 1925, cu teza Husitství v rumunských zemích, zvláště v Moldavsku („Husiții în țările române, în special în Moldova”), elaborată sub îndrumarea profesorilor Jaroslav Bidlo⁠(d) și Josef Šusta, și în același an a fost cooptat în învățământul universitar ca asistent la Facultatea de Filosofie a Universității Caroline. În anii următori a efectuat alte călătorii de studii în străinătate: la universitățile din Liov și Varșovia (Polonia, 1926–1927) și mai târziu la universitățile din Rennes și Paris (Franța, 1929–1930). A reușit astfel să învețe mai multe limbi străine, printre care germana, franceza, româna și maghiara, pe care le cunoștea atât de bine încât putea trece în modul cel mai firesc de la una la alta.
Relațiile sale cu România nu s-au întrerupt ulterior și, cunoscând bine limba română, a continuat să urmărească, începând din acei ani, cele mai importante studii istorice publicate în această țară. Întors în Cehoslovacia, el a cercetat vechile arhive cehoslovace și a descoperit documente necunoscute, în legătură cu istoria românilor. Astfel, potrivit informațiilor transmise de prof.dr. George Staca (consulul onorific al României la Praga), Josef Macůrek efectua în anul 1928 o serie de cercetări istorice cu privire la români în arhivele publice și familiare ale Boemiei și pregătea un studiu cu privire la relațiile polono-române. El a publicat ulterior cartea Rumunsko ve své minulosti a přitomnosti („România în trecut și prezent”, 1930) o broșură pentru studenți intitulată Unirea românilor și câteva studii și articole cu privite la influența husită în țările române, contribuind astfel la informarea cehilor cu privire la România. A ținut, de asemenea, o conferință pe tema „Politica României și familia Brătianu” la serata românească organizată în martie 1928 de clubul politic al Partidului Național-Democrat Cehoslovac, în prezența unor personalități ale vieții politice, culturale și economice cehoslovace precum dr. Karel Kramář (președintele Partidului Național-Democrat și fost prim-ministru), dr. Milan Hodža (ministrul instrucțiunii publice), dr. František Peroutka (ministrul comerțului), dr. Vilém Pospíšil (guvernatorul Băncii Naționale a Cehoslovaciei), dr. Jan Jirásek (fostul consul al Cehoslovaciei la Cluj), Věnceslav Švihovský (președintele Micii Înțelegeri a presei) și abatele Metodiu Zavoral (președintele Institutului Cehoslovaco-Român), precum și a unor diplomați străini, printre care Theodor Emandi (ministrul României la Praga) și dr. George Staca (consulul onorific al României la Praga).
În urma acestor stagii de specializare, Macůrek s-a specializat în istoria Europei de Est, în principal a istoriei slavilor, maghiarilor și românilor, și a publicat câteva lucrări pe această temă: Husitství v rumunských zemích („Husiții în țările române”, 1927, o variantă extinsă a tezei sale de doctorat, care a devenit cunoscută în cercurile istorice din Cehoslovacia și România), Dozvuky polského bezkráloví z roku 1587, příspěvek k osvětlení snah rodu habsburského o získání koruny polské v letech 1588–94 („Repercusiuni ale interregnului polonez din 1587, o contribuție la punerea în lumină a eforturilor familiei de Habsburg pentru obținerea coroanei poloneze în anii 1588–1594”, 1929), Rumunsko ve své minulosti a přitomnosti („România în trecut și prezent”, 1930), Zápas Polska a Habsburků o přístup k Černému moři na sklonku 16. stol. („Lupta dintre Polonia și Habsburgi pentru accesul la Marea Neagră la sfârșitul secolului al XVI-lea”, 1931) și Dějiny Maďarů a uherského státu („Istoria maghiarilor și a statului ungar”, 1934).
Macůrek a fost abilitat în anul 1930 ca docent (conferențiar⁠(d)) în istoria Europei de Est și a Peninsulei Balcanice. Cu toate acestea, cariera sa universitară părea să se fi blocat deoarece profesorul Jaroslav Bidlo nu dorea să se retragă și să-și cedeze postul fie lui Josef Macůrek, fie Miladei Paulová (care era mai în vârstă decât Macůrek).

### Profesor la Brno
În anul 1935 a fost numit profesor extraordinar de istorie a slavilor la Facultatea de Filosofie⁠(d) a Universității Masaryk din Brno, probabil în urma intervenției lui Bidlo, fiind avansat profesor⁠(d) titular în 1939. S-a mutat în orașul Brno, unde a locuit pe str. Vránova nr. 114. Obținerea unui post permanent a impulsionat puternic planurile de cercetare ale lui Macůrek, ale cărui abilități lingvistice l-au făcut să poată cerceta amănunțit izvoarele istorice vechi ale mai multor popoare și să conecteze sintetic informațiile obținute. Abordarea istoriei de către Macůrek s-a bazat în plan metodologic pe critica tradițională a surselor, care apare în lucrările sale, și a urmărit emiterea unor judecăți generalizatoare cu privire la natura evenimentelor de pe teritorii vaste și din epoci istorice extinse. La câțiva ani după mutarea sa la Brno, Josef Macůrek s-a căsătorit la 2 iunie 1938 cu Marie Vozáková, cu care a avut ulterior un fiu și o fiică.
Universitățile cehe au fost închise în timpul Ocupării Cehiei de către Germania Nazistă (1939–1945), iar profesorul Macůrek a folosit acest timp pentru a pregăti mai multe cărți, pe care le-a publicat apoi în anii 1945–1948. Cele trei cărți publicate în acei ani: Dějepisectví evropského východu („Istoriografia Europei de Est”, 1946), Dějiny východních Slovanů („Istoria slavilor rasăriteni”, 1947) și Dějiny polského národa („Istoria națiunii poloneze”, 1948) au încercat să cuprindă sintetic istoria Europei de Est și urmau să facă parte dintr-un proiect mai larg care ar fi definit „Europa de Est ca o lume specială”; acest proiect a fost însă abandonat în urma criticii marxist-leniniste aspre a primei lucrări.
Macůrek și-a reluat activitatea didactică ca profesor universitar în anul 1945, după eliberarea Cehoslovaciei, și a îndeplinit în anul universitar 1946–1947 funcția de decan al Facultății de Filosofie a Universității Masaryk. A predat, de asemenea, în perioada 1947–1950 la Facultatea de Filosofie a Universității Comenius din Bratislava și la Facultatea de Filosofie a Universității Palacký din Olomouc. S-a implicat în acei ani, împreună cu un grup de membri ai Societății pentru relații culturale și economice româno-cehoslovace (Společnost pro kulturní a hospodářske styky s Rumunskem, în publicarea revistei slavo-române Românoslavica. Revue des études slavoroumaines, al cărei comitet de redacție avea sediul la Praga. Comitetul de redacție al revistei era format din Vladimír Buben (redactor responsabil), Tr. Ionescu-Nișcov (redactor șef), Pandele Olteanu (coredactor), Bohuslav Havránek, Karel Krejčí, Gh. Staca, Josef Macůrek, J. Š. Kvapil, Ján Stanislav, I.C. Chițimia, Damian Bogdan, Frank Wollman și Josef Vašica (membri). Revista, care urma să publice studii istorice, etnografice, lingvistice și arheologice, în limbile franceză și română, cu privire la relațiile româno-slave și îndeosebi româno-cehoslovace, a apărut într-un singur număr, în 1948.
Instaurarea regimului comunist în Cehoslovania în anul 1948 l-a determinat pe Macůrek să abandoneze unele planuri și să se adapteze noilor cerințe ideologice. A intrat în Partidul Comunist, dar a fost exclus după scurt timp pe motiv că ar fi un „individualist puternic”, fără ca această excludere să-i afecteze activitatea didactică. Profesorul Macůrek a devenit una dintre principalele personalități ale Catedrei de Istorie (nou-înființate) și a condus în perioada 1948–1963 filiala din Brno a Institutului de Studii Slave, în crearea căreia avusese un rol semnificativ. În anul 1956 a obținut titlul de doctor în științe (DrSc.), iar un an mai târziu a fost numit șef al Catedrei de Istorie a URSS și Europei Centrale și de Sud-Est a Universității Masaryk (care a fost redenumită Universitatea „J. E. Purkyně” în anul 1960).

### Cercetări istorice regionale
Sub influența circumstanțelor politice, Macůrek a trebuit să-și limiteze cercetările istorice cu privire la Europa de Est (cu excepția istoriei Poloniei), iar interesul său profesional a început să se îndrepte către unele aspecte cu caracter preponderent regional precum relațiile ținuturilor cehe cu Ungaria de Sus și Țările Române sau așezările vlahe din Moravia. A cercetat sursele istorice din perioada anterioară Bătăliei de la Muntele Alb (1620) și a publicat, împreună cu Miloš Rejnuš, cartea České země a Slovensko ve století před Bílou Horou („Țările cehe și Slovacia în secolul înainte de Bíla Hora”, 1958), pe care a continuat-o un deceniu mai târziu cu lucrarea České země a Slovensko : (1620–1750) („Țările cehe și Slovacia: (1620–1750)”, 1969). Alte studii istorice au fost influențate semnificativ de cercetările efectuate asupra localităților din Vlahia Moravă (Valaši v západních Karpatech v 15.-18. století, 1959) sau au aprofundat relațiile ceho-polone. Activitatea științifică aprofundată a profesorului Macůrek a determinat alegerea sa la 26 noiembrie 1965 ca membru corespondent al Academiei Cehoslovace de Științe, secția Istorie.
Josef Macůrek a efectuat în toamna anului 1967 o călătorie de studii de trei săptămâni în România, pentru a se documenta cu privire la întocmirea unei lucrări care urma să prezinte relațiile dintre români, cehi și slovaci în perioada 1848–1918 și colaborarea lor la mișcarea de emancipare națională încheiată, după Primul Război Mondial, cu formarea României Mari și crearea Cehoslovaciei. În cursul șederii sale în România a fost însoțit de tânărul asistent stagiar Lucian Boia, care primise această sarcină de la prof. Dumitru Berciu, decanul Facultății de Istorie a Universității din București. Boia i-a dedicat un capitol (intitulat „Macůrek”) într-o lucrare memorialistică publicată cu peste 50 de ani mai târziu, unde l-a descris astfel: „Nu prea mare de stat (ca să mă exprim cronicărește), impresiona prin energia pe care o degaja, părea încărcat cu electricitate. Un entuziast incorigibil! [...] Cunoștea bine toate țările din regiune și nu cred că era vreuna dintre limbile vorbite în această parte a Europei în care să nu se poată descurca. [...] Cam «teatralist» de felul său, Macůrek era un specialist al «efectelor de scenă», menite să-și lase interlocutorii cu gura căscată. L-am văzut odată îngenunchind și sărutând o carte pe care i-o oferise Ștefan Pascu, profesorul de la Cluj”. În urma acestei întâlniri, tânărul Lucian Boia a obținut, prin intervenția profesorului ceh, o bursă de studii de șase luni la Praga pentru a studia relațiile cehilor și slovacilor cu românii și a dobândit astfel o pasiune pentru mișcarea națională a românilor transilvăneni, renunțând la studierea epocii lui Napoleon al III-lea. Sosit la Praga la 2 decembrie 1968, Boia a avut însă o confruntare pe teme istoriografice cu Macůrek și i-a spus că, potrivit cercetărilor sale, nu au existat relații politice româno-cehe (ci doar relații culturale) până la Primul Război Mondial, făcându-l pe istoricul ceh să-i reproșeze că nu cunoaște realitatea istorică.
În semn de prietenie față de România și poporul român, profesorul Macůrek a donat Institutului de Istorie al Academiei Republicii Socialiste România o colecție vastă de fotocopii după documente vechi privind istoria țărilor române, care datau începând din cea de-a doua jumătate a sec. al XVI-lea și erau scrise în limba latină (majoritatea lor) și în limba slavonă; aceste documente proveneau de la diverse arhive din Cehoslovacia. De asemenea, la inițiativa lui Macůrek, a avut loc în decembrie 1967 la București un simpozion româno-cehoslovac pe tema relațiilor istorice dintre cele două popoare, la care au mai participat, printre alții, istoricii români C.C. Giurescu și Lucian Boia, slavistul Traian Ionescu-Nișcov și istoricii cehi Václav Král, Miroslav Tejchman și Zdeněk Kutina; un al doilea simpozion a avut loc în mai 1969 la Praga, iar delegația română a fost condusă de acad. Andrei Oțetea.
Josef Macůrek a devenit în anii 1960 membru titular al Biroului Comitetului Internațional de Studii Balcanice, șef al Comisiei Cehoslovace de Studii Balcanice pentru UNESCO, membru al Academiei Cehe de Științe și Arte, al Societății Regale Cehe de Științe, al Societății Istorice Cehoslovace, al Matice Moravska, al Muzeului și Societății Naționale de Istorie din Brno. El a fondat și condus Comisia de istorie cehoslovaco-polonă și Comisia de istorie cehoslovaco-română și a introdus studiile balcanice ca disciplină la Universitatea Masaryk din Brno, ajungând să fie mai cunoscut în străinătate decât în Cehoslovacia.

### Intrarea în dizgrație
Alegerea în ianuarie 1968 a reformistului Alexander Dubček ca prim-secretar al Partidului Comunist din Cehoslovacia a declanșat un proces de liberalizare politică ce a devenit cunoscut sub numele de Primăvara de la Praga. Václav Král a demisionat la 29 martie 1968 din funcția de director al Institutului de Istorie a Țărilor Socialiste Europene⁠(d) de pe lângă Academia Cehoslovacă de Științe⁠(d) (ČSAV) și a fost înlocuit de Macůrek, care susținea entuziast mișcarea reformistă, sperând că ea va conduce la un „comunism cu față umană”. Macůrek a îndeplinit funcția de director al Institutului de Istorie a Țărilor Socialiste Europene (tranformat ulterior pentru scurt timp în Institutul de Istorie a Europei de Est) în perioada 1968–1969. El a încercat în această perioadă să limiteze influența lui Václav Král și Čestmír Amort, care amenințau direcția științifică a institutului prin orientarea lor prosovietică.
Profesorul Macůrek a avut ideea înființării unei asociații care să continue tradiția Institutului Cehoslovaco-Român din perioada interbelică și a fost ales președinte al Comitetului de organizare a Asociației de prietenie cehoslovaco-română, care a fost constituit la 19 iulie 1968, cu prilejul celei de a 20-a aniversări a semnării Tratatului de prietenie, colaborare și asistență mutuală dintre România și Cehoslovacia. O delegație a Comitetului de organizare a Asociației a avut în aceeași zi o „discuție caldă, prietenească” cu ambasadorul României la Praga, Ion Obradovici, căruia i-a înmânat o scrisoare adresată conducerii Republicii Socialiste România, prin care se aducea la cunoștință inițierea acelor demersuri. După aproape o lună, o delegație română condusă de Nicolae Ceaușescu a sosit la Praga pentru semnarea unui tratat de prietenie, colaborare și asistență mutuală între Republica Socialistă România și Republica Socialistă Cehoslovacă și a primit la 16 august 1968 o delegație a Asociației de prietenie ceboslovaco-române, prilej cu care prof. Macůrek a înmânat delegației române fotocopii ale unor documente referitoare la scurta prezență la Praga a lui Mihai Viteazul și un studiu despre un regiment al Armatei Române care a staționat în anul 1918 pe teritoriul Cehoslovaciei. Comitetul de organizare a Asociației de prietenie cehoslovaco-română a organizat în ziua de 3 decembrie 1968 o seară festivă dedicată semicentenarului Unirii Transilvaniei cu România, la care au participat oameni de cultură și artă, reprezentanți ai Ministerului Afacerilor Externe, Ion Obradovici, ambasadorul Republicii Socialiste România la Praga, și membri ai ambasadei. Cu acel prilej, profesorul Macůrek a ținut un discurs în care a evidențiat importanța actului istoric de la 1 decembrie 1918 și a fost prezentat apoi un program de filme documentare românești. Secția cehă a Asociației de prietenie cehoslovaco-română a fost constituită oficial în martie 1969, iar președinte al ei a fost ales prof. Macůrek. Asociația de prietenie cehoslovaco-română, condusă de profesorul Macůrek, a fost plasată în subordinea Asociației Cehoslovace pentru Relații Internaționale, un organ oficial de stat, ca urmare a faptului că, potrivit legii, doar autoritățile statului precum Ministerul de Externe sau anumite instituții publice erau singurele care aveau dreptul să aibă legături cu străinătate, iar activitatea ei a încetat ulterior, prin 1970–1971.
Susținerea nedisimulată a eforturilor de reformă a regimului comunist din perioada Primăverii de la Praga a determinat, în perioada de „normalizare”, retragerea profesorului Macůrek din funcțiile de conducere pe care le îndeplinea și pensionarea sa forțată în anul 1970, înainte de împlinirea vârstei de 70 de ani. Noile autorități comuniste instalate în Cehoslovacia după invazia armatelor Pactului de la Varșovia au considerat că Josef Macůrek era o persoană care nu oferea „garanții de aplicare a liniei corecte a partidului și a muncii de cadre” și l-au readus în septembrie 1969 pe Václav Král la conducerea Institutului de Istorie a Țărilor Socialiste Europene.
Cu toate acestea, el nu și-a încetat activitatea profesională: a continuat să participe la conferințe și să publice articole și studii în revistele de specialitate. În anii următori a publicat două cărți despre Moravia de Est: Pod Hostýnem a Křídlem : úvahy o osudech vesnického lidu ve 14.–19. století („Sub Hostýn și Křídla: reflecții cu privire la soarta țăranilor în secolele XIV-XIX”, 1975) și Z minulosti východní Moravy v 18. a 19. století („Din trecutul Moraviei de Est în secolele al XVIII-lea și al XIX-lea”, 1980). Bibliografia sa cuprinde aproape 320 de articole și studii. În ciuda greutăților, profesorul Macůrek nu și-a pierdut entuziasmul, iar Lucian Boia, care a călătorit din nou în Cehoslovacia în anul 1977, cu prilejul unei vacanțe de două săptămâni, l-a regăsit „plin de vitalitate, ca întotdeauna”.

### Moartea
Ultimii ani de viață ai profesorului Macůrek au fost ocupați cu scrierea unei lucrări memorialistice: Úvahy o mé vědecké činnosti a vědeckých pracích („Reflecții asupra activității mele științifice și a lucrărilor științifice”, 1998), care a fost publicată postum și exprimă un sentiment de amărăciune față de lipsa de apreciere a operei sale. Josef Macůrek a murit în 20 aprilie 1992 la Brno, la vârsta de 91 de ani, și a fost înmormântat în Cimitirul Řečkovice.

## Activitatea publicistică
Profesorul Josef Macůrek a desfășurat o intensă activitate științifică, axată în special pe istoria Europei de Est. Una dintre lucrările sale cele mai cunoscute este cartea Rumunsko ve své minulosti a přitomnosti („România în trecut și prezent”), care a fost publicată în anul 1930 de Editura Orbis din Praga și a apărut în ajunul zilei de 10 mai (care era în acea vreme Ziua Națională a României). Autorul mulțumește public în prefața cărții mai multor persoane care l-au ajutat în activitatea de documentare: prof. Nicolae Iorga, prof. Gh. Staca (consulul onorific al României la Praga), Raul Anastasiu (atașatul de presă pe lângă Legația României la Praga), prof. František Bous (consilier tehnic pentru România în cadrul Ministerului cehoslovac al Instrucțiunii Publice) și drei Eftimiu (bursieră a statului român pentru studii istorice la Praga). Volumul – care are aproape 400 de pagini format mare și conține numeroase ilustrații de bună calitate – oferă o privire de ansamblu documentată și aproape completă asupra României, prezentând istoria, geografia, viața socială și culturală a țării. Unul dintre cele mai importante capitole ale cărții redă succint istoria României, descriind evoluția formațiunilor statele de pe teritoriul țării din perioada antică până la Primul Război Mondial, în timp ce un alt capitol prezintă istoria contemporană a țării cu accent pe evenimentele care au condus la Marea Unire și pe viața politică din deceniul următor. Un alt capitol bine documentat tratează literatura română, împărțită de autor în literatura veche, literatura modernă și literatura contemporană. Alte capitole sunt consacrate geografiei României (cu un accent pus pe prezentarea obiectivelor turistice), vieții sociale, situației economice, vieții culturale și stării învățământului. O bibliografie bogată completează fiecare capitol, oferind cititorilor posibilitatea unei documentări mai profunde. Această lucrare a fost considerată în epoca apariției sale „o operă de o importanță excepțională”, fiind introdusă în numeroase biblioteci publice din Cehoslovacia, și a constituit o sursă de documentare pentru persoanele care țineau prelegeri despre România și pentru orice persoană interesată de țara vecină și aliată.
A elaborat, de asemenea, mai multe studii despre români și relațiile româno-cehoslovace în Evul Mediu, printre care „Rumänische Fürsten als Gäste in Böhmen. Unbekannte Dokumente” („Prinții români ca oaspeți în Boemia. Documente necunoscute”, 1929), în care a publicat mai multe documente românești vechi adunate din arhivele cehoslovace, printre care actul de danie din 31 august 1599, prin care împăratul Rudolf al II-lea i-a dăruit lui Mihai Viteazul moșia Königsberg din Silezia pentru serviciile aduse cauzei imperiale cu ocazia cuceririi Ardealului, actul din 4 aprilie 1601 prin care Mihai Viteazul l-a însărcinat pe Carolus Magnus, intendentul Curții imperiale din Praga, cu administrarea moșiei Königsberg, scrisoarea lui Grigore Vodă Ghica către Venceslav de Lobkowitz prin care își oferea serviciile împăratului Leopold I și patru scrisori din perioada aprilie 1662 – aprilie 1664 ale lui Gheorghe Ștefan, domnul Moldovei (1653, 1653–1658), către Venceslav de Lobkowitz, în care îi mulțumea pentru găzduirea sa în Moravia și îl ruga să intervină pentru a fi primit sub protecția împăratului și a fi reașezat în scaunul domniei. Prin cercetarea acelor acte, istoricul ceh a susținut că Mihai Viteazul a venit la Praga în anul 1601 nu numai pentru a-i cere împăratului Rudolf al II-lea un sprijin financiar pentru a-i înfrânge pe inamicii săi (conduși de generalul Basta) și a recâștiga stăpânirea asupra Ardealului, ci și pentru a se interesa de administrația moșiei Königsberg din Silezia, pe care o dobândise la 31 august 1599 de la împărat și al cărei venit îl încasa regulat de doi ani, și a prezentat legăturile cu Cehoslovacia ale altor doi domni români: Grigore I Ghica (domn al Țării Românești în perioadele 1660–1664 și 1672–1673) – care se refugiase în 1664 la Jindřichův Hradec (Neuhaus), de unde își oferea serviciile împăratului Leopold I – și Gheorghe Ștefan (domnul Moldovei în perioadele 1653 și 1653–1658) – care a trăit timp de un an pe moșia contelui Johann von Rottal din Holešov (Holleschau), sub protecția comandantului suprem al armatei imperiale, principele Venceslav Eusebie de Lobkowitz, după care l-a rugat pe protectorul său să-l ajute să=și redobândească tronul pierdut.

## Distincții
- Ordinul Muncii (Cehoslovacia)[17][73] – 30 aprilie 1965[17]
- titlul de doctor honoris causa al Universității din Wrocław (Polonia) – 22 noiembrie 1965[73][74][75]

## Lucrări (selecție)

### Cărți
- Husitství v rumunských zemích („Husiții în țările române”), în Časopis Matice moravské, Brno, anul LI, 1927, pp. 1–98.
- Dozvuky polského bezkráloví z roku 1587, příspěvek k osvětlení snah rodu habsburského o získání koruny polské v letech 1588–94 („Repercusiuni ale interregnului polonez din 1587, o contribuție la punerea în lumină a eforturilor familiei de Habsburg pentru obținerea coroanei poloneze în anii 1588–1594”), Praga, 1929.
- Rumunsko ve své minulosti a přitomnosti („România în trecut și prezent”), Orbis, Praga, col. „Politická knihovna” (nr. 21), 1930.
- Zápas Polska a Habsburků o přístup k Černému moři na sklonku 16. stol. („Lupta dintre Polonia și Habsburgi pentru accesul la Marea Neagră la sfârșitul secolului al XVI-lea”), Praga, 1931.
- Dějiny Maďarů a uherského státu („Istoria maghiarilor și a statului ungar”), Praga, 1934.
- Sjednocení Rumunů („Unirea românilor”), Ministerstvo školství a národní osvěty, Praga, 1935, 6 p.
- Dějepisectví evropského východu („Istoriografia Europei de Est”), Praga, 1946.
- Dějiny východních Slovanů („Istoria slavilor rasăriteni”), 3 vol., Praga, 1947.
- Dějiny polského národa („Istoria națiunii poloneze”), Praga, 1948.
- Rok 1848 a Morava („Anul 1848 și Moravia”), Brno, 1948.
- České země a Slovensko ve století před Bílou Horou („Țările cehe și Slovacia în secolul înainte de Bíla Hora”), Státní pedagogické nakladatelství (SPN), Praga, 1958 – în colaborare cu Miloš Rejnuš.
- Valaši v západních Karpatech v 15.-18. století („Valahi în Carpații Apuseni în secolele XV–XVIII”), Krajské nakladatelství, Ostrava, 1959.
- České země a Slovensko : (1620–1750) („Țările cehe și Slovacia: (1620–1750)”), Brno, 1969.
- Pod Hostýnem a Křídlem : úvahy o osudech vesnického lidu ve 14.–19. století („Sub Hostýn și Křídla: reflecții cu privire la soarta țăranilor în secolele XIV-XIX”), Musejní spolek, Brno, 1975, 220 p.
- Úvahy o mé vědecké činnosti a vědeckých pracích („Reflecții asupra activității mele științifice și a lucrărilor științifice”), Brno, 1998.

### Studii și articole
- ro  „Topografia românească din Valahia moravică”, în Buletinul Soc. románe de geografie, București, tomul XLII, 1924, pp. 66—70.
- fr  „La date de l'apparition de la «Psaltirea Șcheiană» roumaine («Psautier de Șcheia»)”, în Revue historique du Sud-est européen, anul I, 1924, pp. 64—65.
- ro  „Husitismul în România”, în Revista istorică, nr. 14, 1928, pp. 41—44.
- „Slované v pojetí starších rumunských kronikářů” („Slavii în operele vechilor cronicari români”), în Sborníku k poctě Jaroslava Bidla, Praga, 1928, p. 123–136.
- „Čeští válečníci v krajinách černomořských koncem 15. stol.” („Războinici cehi în regiunile Mării Negre la sfârșitul secolului al XV-lea”), în Českou minulostí. Práce žáků V. Novotného, Praga, 1929, pp. 194—203.
- de  „Rumänische Fürsten als Gäste in Böhmen. Unbekannte Dokumente” („Prinții români ca oaspeți în Boemia. Documente necunoscute”), în Prager Presse, supliment special dedicat României („Sonderbeilage : Das Königreich Rumänien”), 5 mai 1929, pp. 6–9.
- „Čechové v polském vojsku v Podněstří v letech 1531—1538” („Cehii în armata poloneză din regiunea Nistrului în anii 1531—1538”), în Časopis Matice moravské, Brno, tomul LV, 1931, pp. 313—328.
- de  „Michal der Tapfere und die böhmisch-schlesischen Stände am Ende des 16. Jh.” („Mihai Viteazul și moșiile boeme-sileziane la sfârșitul secolului al XVI-lea”), în Revista istorică română, București, vol. II, fasc. IV, 1932, pp. 346—353.
- de  „Mihai Viteazul in Prag (26. II.—4. IV. 1601)” („Mihai Viteazul la Praga (26 II. — 4 IV. 1601)”), în Prager Presse, 25 octombrie 1936, p. 3.
- de  „Die tschechische Politik und die Rumänen in den sechziger und siebziger Jahren des neunzehnten Jahrhunde” („Politica cehă și românii în anii 60 și 70 ai secolului al XIX-lea”), în Prager Rundschau, Praga, anul VII, 1937, pp. 257—273.
- „K počátkům slavisticko-historických studií Zdeňka Nejedlého” („Până la începuturile studiilor slavo-istorice ale lui Zdeňek Nejedlý”), în Sborník prací filosofické fakulty brněnské university, tomul II, nr. 2—4, 1953, pp. 24—47.
- ro  „Documente privind Istoria României, Editura Acad., Buc., 1951–53”, în Historický časopis⁠(d), Bratislava, anul I, nr. 4, 1953, pp. 734–740.
- „K otázce spisovné češtiny v Polsku v 15. a poč. 16. století” („În legătură cu problema limbii cehe literare în Polonia în sec. al XV-lea și la începutul sec. al XVI-lea”), în Slovanské historické studie, Praga, anul IV, 1961, pp. 163–261 – în colaborare cu Miloš Rejnuš.
- „Valaši na severovýchodní Moravě a jejich vztahy k Těšínsku, Polsku a hornímu Slovensku (do r. 1620)” („Valahii din nord-estul Moraviei și legăturile lor cu Teșinul, Polonia și Slovacia superioară până la 1620”), în Slezský sborník, Opava, anul LIII, nr. 2, 1955, pp. 145–195.
- „K dějinám česko-ukrajinských a česko-rumunských vztahů v 2. polovině 14. a 1. polovině 15. století (Sur Vhistoire des rapports tchéco-ukrainiens et tchéco-roumains dans la 2e moitié du XIVe et la premiere moitié du XVe siěcle)” („Despre istoria relațiilor ceho-ucrainene și ceho-române în a doua jumătate a secolului al XIV-lea și în prima jumătate a secolului al XV-lea”), în Slovanské historické studie, Praga, anul III, 1960, pp. 127—184.
- „K otázce slovanských recepcí v rumunských památkách (gramotách) z počátku 16. století” („Cu privire la receptarea elementelor slave de către actele românești de cancelarie de la începutul secolului al XVI-lea”), în Sborník prací filosofické fakulty brněnské university, tomul X, 1963, pp. 55—70.
- fr  „La mission byzantine en Moravie au cours des années 863–885 et la portée de son héritage dans l'histoire de nos pays et de l'Europe” („Misiunea bizantină din Moravia în cursul anilor 863–885 și semnificația moștenirii sale în istoria țărilor noastre și a Europei”), în Magna Moravia : sborník k 1100. výročí příchodu byzantské mise na Moravu, colecție pentru aniversarea a 1100 de ani de la sosirea misiunii bizantine în Moravia, Státní pedagogické nakladatelství, Praga, 1965, pp. 17–70.
- „Dvojí návrhy 2. poloviny 15. století na organizaci Evropy: Českého krále Jiřího z Poděbrad (1458—1471) a moldavského knížete Štěpána Velkého (1457—1504)” („Două propuneri din cea de-a doua jumătate a secolului al XV-lea pentru organizarea Europei: regele ceh George de Poděbrady (1458—1471) și prințul moldovean Ștefan cel Mare (1457—1504)”), în Sborník prací filosofické fakulty brněnské university, tomul XII, 1965, pp. 93—101.
- „K dějinám česko-rumunských vztahů v národně osvobozeneckém hnutí 19. století” („Despre istoria relațiilor ceho-române în mișcarea de eliberare națională a secolului al XIX-lea”), în Slovanské historické studie, Praga, anul VI, 1966, pp. 187—207.
- „Působila česká listina na listinu moldavskou?” („Documentul ceh a afectat documentul moldovenesc?”), în Sborník prací filosofické fakulty brněnské university, tomul XIII, 1966, pp. 25—54. (Publicat și în limba română în Studii. Revistă de istorie, București, 1968.)
- „Havlíček, Rieger, Palacký a rumuni” („Havlíček, Rieger, Palacký și românii”), în Slovanský přehled⁠(d), nr. 6, 1966, pp. 321–329.
- „Fr. L. Rieger a sedmihradští rumuni” („Fr. L. Rieger și românii ardeleni”), în Slovanský přehled⁠(d), anul LIV, nr. 3, 1968, pp. 237–238.
- ro  „A influențat actul ceh de cancelarie documentele moldovenești în a doua jumătate jumătate a secolului al XV lea? (Note în legătură cu relațiile culturale ceho-románe si ceho-ucrainene.)”, în Studii. Revistă de istorie, București, tomul XXI, nr. 1, 1968, pp. 3–20.
- de  „Zur Frage der wallachischen Kolonization in den Westkarpaten” („Despre chestiunea colonizării valahe în Carpații Apuseni”), în László Földes (ed.), Viehwirtschaft und Hirtenkultur, Budapesta, 1969, pp. 244—257.
- „Tradice česko-slovensko-rumunského přátelství (Na okraj vývoje posledních tří desetiletí 19. století)” („Tradiția prieteniei ceho-slovaco-române (Pe marginea dezvoltării în ultimele trei decenii ale secolului al XIX-lea)”), în Slovanský přehled⁠(d), anul LV, nr. 2, 1969, pp. 89–105.
- de  „Zwei Entwürfe aus der 2. Hälfte des 15. Jhs. für die Organisierung Europas: des böhmischen Königs Georg von Podiebrad und des moldauischen Fürsten Stephan des Grossen” („Două modele din a doua jumătate a secolului al XV-lea pentru organizarea Europei: regele boem George de Poděbrady și principele moldovean Ștefan cel Mare”), în Revue roumaine ďhistoire, anul VIII, nr. 3, București, 1969, pp. 501—515.
- „Kapitoly z dějin česko-rumunských vztahů v minulosti” („Capitole din istoria relațiilor ceho-române în trecut”), în Sborník prací Filozofické fakulty brněnské univerzity. C, Řada historická, vol. 20–21, nr. 18–19, 1972, pp. 61–112.